# Lijst van Stolpersteine in Zuid-Holland

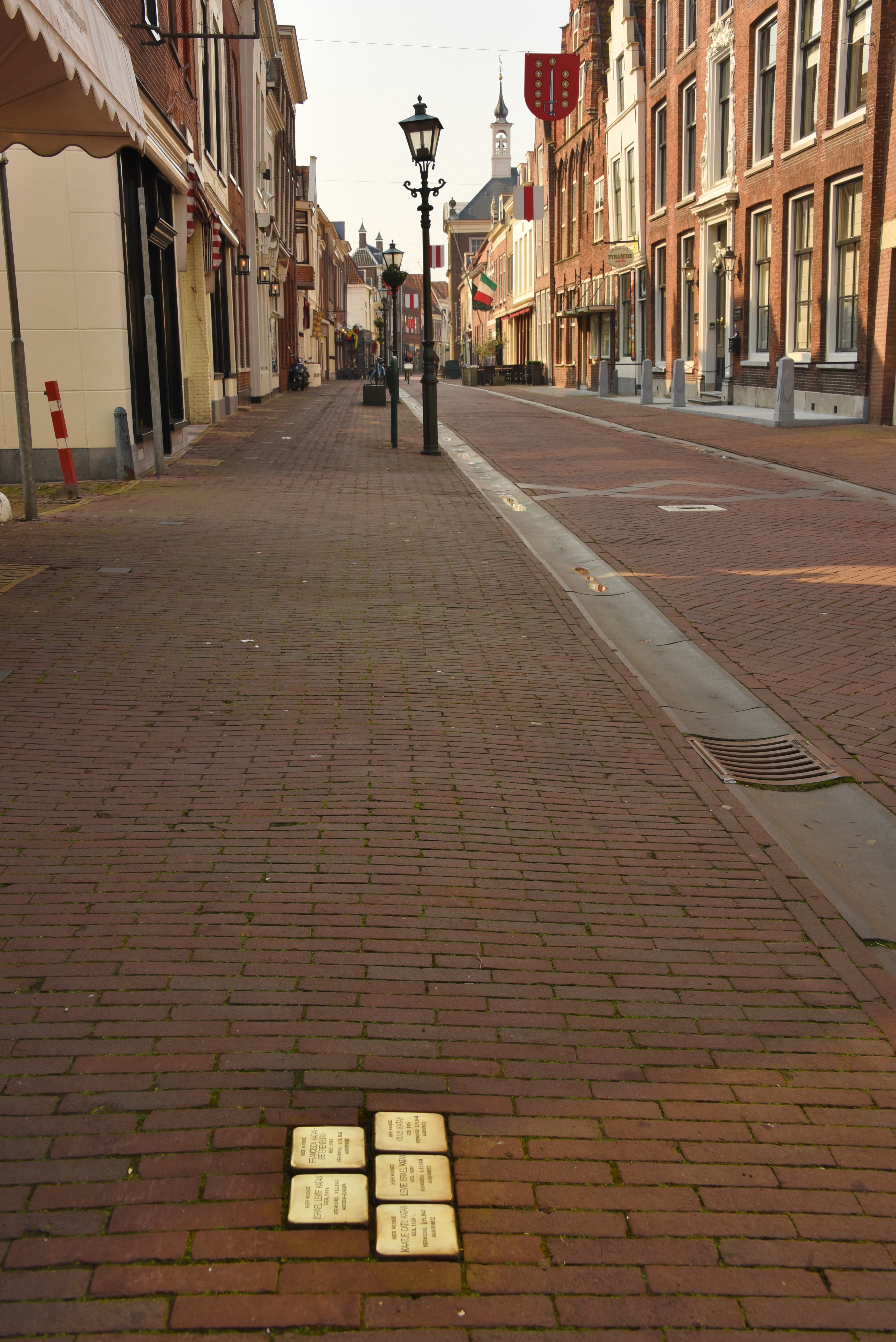
Stolpersteine voor de Familie Katan in Brielle (gemeente Voorne aan Zee)

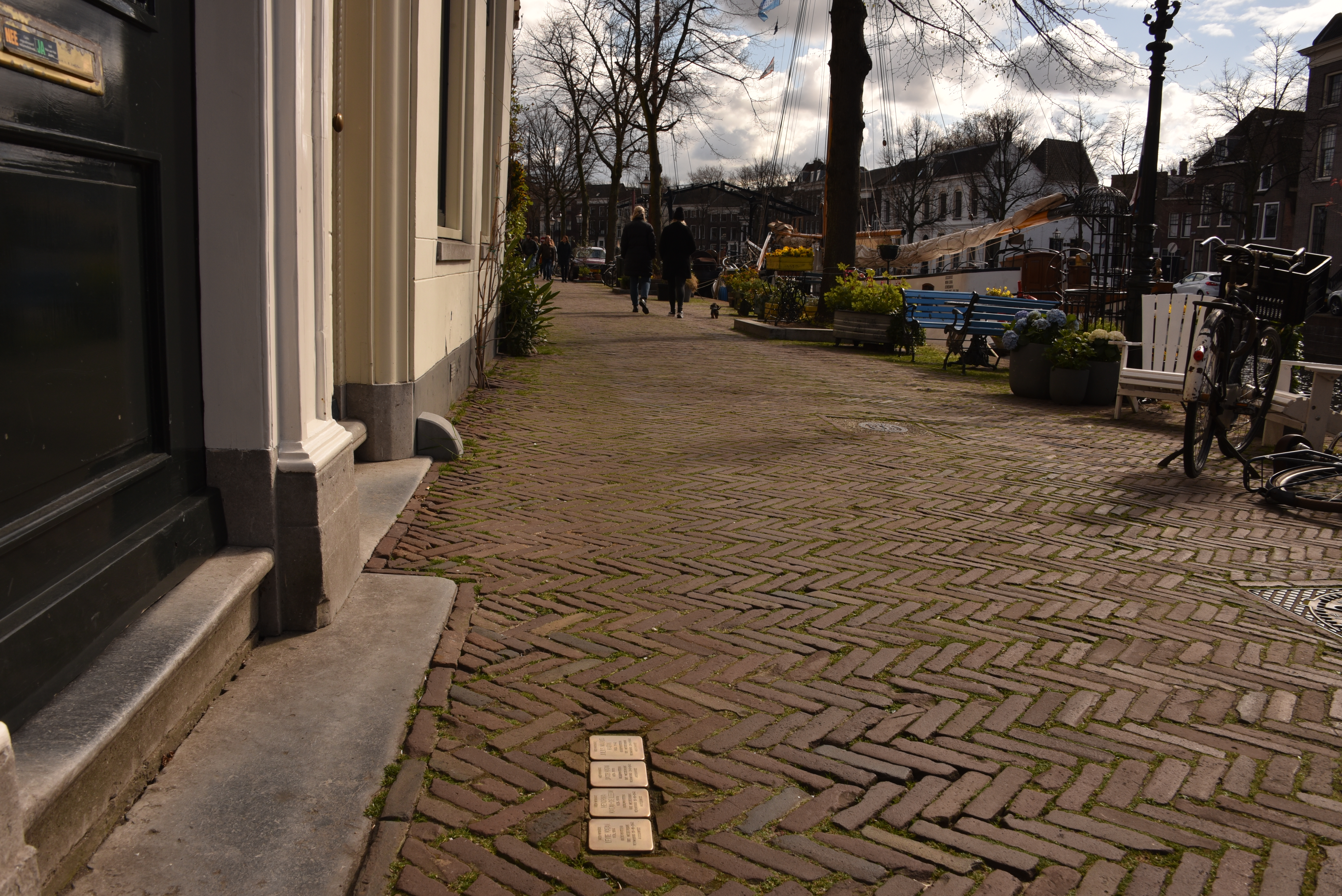
Stolpersteine voor Familie Katan in Schiedam

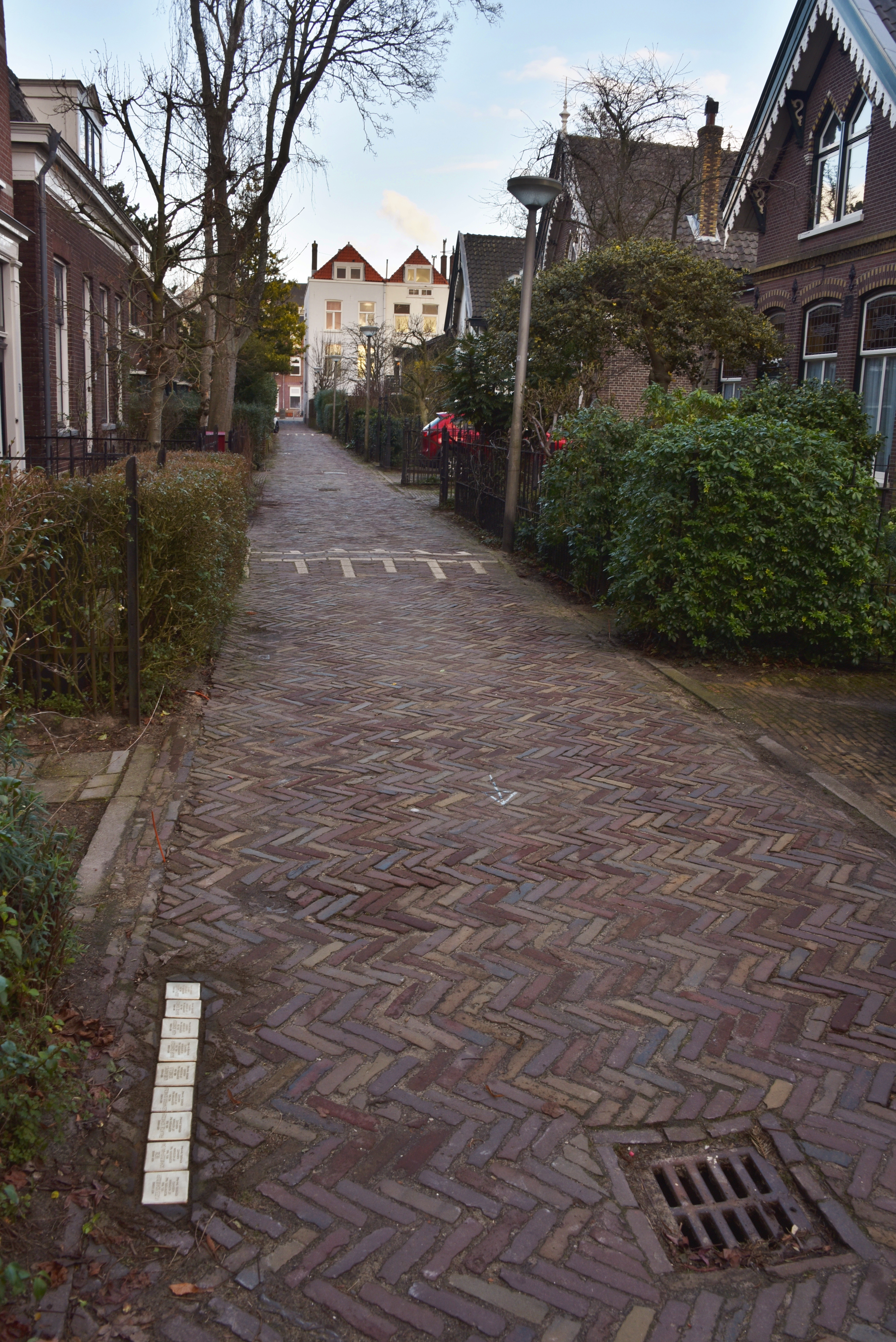
Stolpersteine voor Familie Schnitzler in Delft

De lijst van Stolpersteine in Zuid-Holland geeft een overzicht van de gedenkstenen die in de Nederlandse provincie Zuid-Holland zijn geplaatst in het kader van het Stolpersteine-project van de Duitse beeldhouwer-kunstenaar Gunter Demnig.
Omdat het Stolpersteine-project doorloopt, kan deze lijst onvolledig zijn.

## Stolpersteine
In de volgende gemeenten bevinden zich Stolpersteine:
- Alphen aan den Rijn
- Bodegraven-Reeuwijk
- Delft
- Den Haag
- Dordrecht
- Goeree-Overflakkee
- Gorinchem
- Gouda
- Hardinxveld-Giessendam
- Hillegom
- Hoeksche Waard
- Krimpen aan den IJssel
- Leiden
- Leiderdorp
- Leidschendam-Voorburg
- Maassluis
- Nieuwkoop
- Nissewaard
- Noordwijk
- Oegstgeest
- Ridderkerk
- Rijswijk
- Rotterdam
  - Rotterdam-Centrum
  - Hillegersberg-Schiebroek
  - Hoek van Holland
  - Rotterdam-Oost
  - Rotterdam-West
  - Rotterdam-Zuid
- Schiedam
- Sliedrecht
- Teylingen
- Vlaardingen
- Voorschoten
- Vlaardingen
- Waddinxveen
- Wassenaar
- Westland
- Zoetermeer
- Zwijndrecht